# Saphobius setosus
Saphobius setosus là một loài bọ cánh cứng trong họ Bọ hung (Scarabaeidae).